# Cornus papillosa
Cornus papillosa är en kornellväxtart som beskrevs av Wen Pei Fang och W.K Hu. Cornus papillosa ingår i släktet korneller, och familjen kornellväxter. Inga underarter finns listade i Catalogue of Life.